# O Herói
O Herói é um filme realizado por Zezé Gamboa, uma coprodução de Angola, França e Portugal. O filme estreou em Portugal a 13 de maio de 2004.

## Elenco
- Oumar Makéna Diop... Vitório
- Milton Coelho ... Manu
- Maria Ceiça... Maria Bárbara
- Patrícia Bull... Joana
- Neuza Borges... Flora